# Michelle Uhrigová
Michelle Uhrigová (* 20. ledna 1996) je německá rychlobruslařka.
Od roku 2014 se účastnila Světového poháru juniorů, v seniorském Světovém poháru debutovala roku 2017. Nejlepších výsledků dosáhla na Mistrovství Evropy 2018, kde získala bronzovou medaili ve stíhacím závodě družstev a byla čtvrtá v závodě s hromadným startem. Zúčastnila se Zimních olympijských her 2018, kde v závodě na 1000 m skončila na 31. místě. Startovala také na ZOH 2022 (1500 m – 25. místo, hromadný start – vypadla v semifinále).